# Argyrotome albinata
Argyrotome albinata là một loài bướm đêm trong họ Geometridae.